# Bulletin des Sciences Mathematiques
Bulletin des Sciences Mathematiques is een internationaal, aan collegiale toetsing onderworpen wetenschappelijk tijdschrift op het gebied van de toegepaste wiskunde.
De naam wordt in literatuurverwijzingen meestal afgekort tot Bull. Sci. Math.
Het wordt uitgegeven door Elsevier.